# The Brand New Heavies
A The Brand New Heavies angol acid jazz/funk együttes. 1985-ben alakultak a londoni Ealingben. Fő tagjai Simon Bartholomew és Andrew Levy. Az 1990-es években több slágerük is volt N'Dea Davenport  énekessel.
Karrierjüket instrumentális acid jazz zenekarként kezdték, ekkor még "Brothers International" volt a nevük. A "Heavies" nevet akkor vették fel, amikor lemezszerződést kötöttek; a nevet James Brown egyik kislemezének belső borítójáról vettek. A londoni klub színtéren kultikus státuszt értek el. Első kiadványukat 1990-ben jelentették meg.

## Tagok
- Angela Ricci – ének (2018–)
- Simon Bartholomew – ének, gitár, producer (1985–)
- Andrew Levy – basszusgitár, billentyűk, producer (1985–)
- Matt Steele – billentyűk, zongora, szintetizátor (2013–)
- Luke Harris – dob (2016–)
- Hannah McGuigan – vokál (2014–)
- Lily Gonzalez – vokál (2016–)
- Bryan Corbett – trombita (2015–)
- Richard Beesley – szaxofon (2015–)

Korábbi tagok
- Jan Kincaid – ének, dob (1985–2015)
- Lascelles Gordon – ütős hangszerek, billentyűk (1985–1992)
- Ceri Evans – billentyűk (1985–1992)
- Jay Ella Ruth – ének (1990)
- Rob Cremona – billentyűk (1990—1991)
- Jim Wellman – szaxofon (1990—1991)
- N'Dea Davenport – ének, tamburin (1990–1995), (2005–2013), (2016), (2019)
- Siedah Garrett – ének (1997–1998), (2019)
- Carleen Anderson – ének (1999–2000)
- Sy Smith – ének (2003)
- Nicole Russo – ének (2003–2004)
- Dawn Joseph – ének (2013–2015)
- Sulene Fleming – ének (2016–2018)
- John Thirkell – trombita (1994-1997)
- Mike Smith – szaxofon (1994-1996)
- Dennis Rollins – harsona (1994-1996)
- Ivana Kotov – vokál (2012-2016)

## Diszkográfia
- The Brand New Heavies (1990)
- Heavy Rhyme Experience, Vol. 1 (1992)
- Brother Sister (1994)
- Shelter (1997)
- We Won't Stop (2003)
- Allabouthefunk (2004)
- Get Used to It (2006)
- Dunk Your Trunk (digitálisan letölthető lemez, 2011)[4]
- Forward (2013)
- Sweet Freaks (2014)
- TBNH (2019)